# Liberale Partei der Schweiz
Die Liberale Partei der Schweiz (LPS), französisch Parti Libéral Suisse (PLS), italienisch Partito Liberale Svizzero (PLS), rätoromanisch Partida liberala svizra (PLS), war eine politische Partei in der Schweiz, die einen wirtschaftsliberalen Kurs vertrat und in ihren Hochburgen als Partei des Grossbürgertums galt. Sie fusionierte 2009 auf Bundesebene mit der Freisinnig-Demokratischen Partei der Schweiz zur FDP.Die Liberalen. Im Kanton Basel-Stadt bestehen die Liberalen separat als Liberal-Demokratische Partei fort.

## Geschichte
| Wahl                                                   | %        | Nationalrat | Ständerat |
| ------------------------------------------------------ | -------- | ----------- | --------- |
| 1919                                                   | 3,81 %   | 9/189       | 2/44      |
| 1922                                                   | 3,95 %   | 10/198      | 1/44      |
| 1925                                                   | 2,99 %   | 7/198       | 1/44      |
| 1928                                                   | 2,95 %   | 6/198       | 1/44      |
| 1931                                                   | 2,85 %   | 6/187       | 1/44      |
| 1935                                                   | 3,34 %   | 6/187       | 2/44      |
| 1939                                                   | 1,66 % 1 | 6/187       | 2/44      |
| 1943                                                   | 3,23 %   | 8/194       | 2/44      |
| 1947                                                   | 3,18 %   | 7/194       | 2/44      |
| 1951                                                   | 2,58 %   | 5/196       | 3/44      |
| 1955                                                   | 2,22 %   | 5/196       | 3/44      |
| 1959                                                   | 2,33 %   | 5/196       | 3/44      |
| 1963                                                   | 2,24 %   | 6/200       | 3/44      |
| 1967                                                   | 2,34 %   | 6/200       | 3/44      |
| 1971                                                   | 2,19 %   | 6/200       | 2/44      |
| 1975                                                   | 2,45 %   | 6/200       | 1/44      |
| 1979                                                   | 2,80 %   | 8/200       | 3/46      |
| 1983                                                   | 2,82 %   | 8/200       | 3/46      |
| 1987                                                   | 2,72 %   | 9/200       | 3/46      |
| 1991                                                   | 3,04 %   | 10/200      | 3/46      |
| 1995                                                   | 2,67 %   | 7/200       | 3/46      |
| 1999                                                   | 2,25 %   | 6/200       | 0/46      |
| 2003                                                   | 2,18 %   | 4/200       | 0/46      |
| 2007                                                   | 1,84 %   | 4/200       | 0/46      |
| 1 Aussagekraft begrenzt, da stille Wahl in 9 Kantonen. |          |             |           |

Ihre Ursprünge liegen bei den Liberalen oder Liberalkonservativen des 19. Jahrhunderts, welche stark föderalistische Positionen vertraten. Diese waren Teil der Regenerationsbewegung zwischen 1830 und 1848 und positionierten sich dann im neuen Parlament im Zentrum. In den meisten Kantonen gingen sie in den Freisinnigen auf, die 1894 die schweizerische Freisinnig-Demokratische Partei gründeten. In den reformierten Kantonen der französischsprachigen Schweiz (Genf, Waadt und Neuenburg) und in Basel-Stadt blieben sie eigenständig und gründeten 1893 die liberal-demokratische Fraktion im Nationalrat, die damals 13 Mitglieder zählte, und 1913 die Liberale Partei der Schweiz, die zu Beginn auch Sektionen in den Kantonen Zürich, Schaffhausen, Graubünden, Freiburg und Bern umfasste, welche allerdings den Ersten Weltkrieg nicht überlebten. Zwischen 1917 und 1919 hatten die Liberalen mit dem Genfer Gustave Ador sogar einen eigenen Bundesrat.
Die Partei versuchte zwar in den 80er- und 90er-Jahren in den Kantonen Basel-Landschaft, Bern, Freiburg, Wallis und Zürich Fuss zu fassen, jedoch mit durchzogenem Ergebnis. Die basellandschaftliche Sektion löste sich wieder auf. Die anderen Sektionen blieben bedeutungslos, lediglich die Walliser Sektion konnte zwei Sitze im kantonalen Parlament erlangen. Dieser Misserfolg lässt sich darauf zurückführen, dass ihre rechtsliberalen Positionen im Kanton Zürich schon von der FDP, im Kanton Bern von der SVP vertreten wurden.
Bei den Schweizer Parlamentswahlen 2003 verloren die Liberalen ihre Parlamentssitze in Basel-Stadt und Neuenburg und waren dadurch nur noch mit je zwei Sitzen aus den Kantonen Genf und Waadt im Nationalrat vertreten. Damit verloren die Liberalen auch den Fraktionsstatus; sie schlossen sich der FDP-Fraktion an. 

## Fusion mit der FDP
Aufgrund der positiven Erfahrung der Fraktionsgemeinschaft von LPS und FDP wurde 2005 ihr Parteiverbund, die Union der Freisinnigen und Liberalen, gegründet. Am 1. März 2007 fusionierten die Frauengruppen von LPS und FDP unter dem Namen «FDP-Frauen Schweiz – Wir Liberale». 2008 wurde die liberale Nationalrätin Martine Brunschwig Graf zur Vize-Fraktionschefin der FDP/LPS-Fraktion der Bundesversammlung gewählt. Die Jungliberalen fusionierten mit den Jungfreisinnigen am 12. April 2008, wobei der Name «Jungfreisinnige Schweiz» beibehalten wurde, auf Französisch lautet der neue Name: «Jeunes libéraux radicaux suisses», die Basler Jungliberalen blieben unabhängig.
Die LPS und die FDP deklarierten am 25. Oktober 2008 an einem gemeinsamen Parteitag in Bern ihre Fusion auf nationaler Ebene und gründeten per Anfang 2009 eine neue schweizerische liberale Partei. Die neue Partei trägt den Namen «FDP.Die Liberalen», «PLR.Les Libéraux-Radicaux», «PLR.I Liberali», «PLD.Ils Liberals» für die vier Sprachregionen. In den Kantonen Tessin und Jura existierten bereits seit Jahren davor gemeinsame freisinnig-liberale Parteien («Partito liberale-radicale cantone Ticino» bzw. «Parti libéral-radical du canton de Jura»). 2007 und 2008 vollzogen auch die Freiburger, Neuenburger und Walliser Kantonalparteien der Liberalen und des Freisinns die Fusion auf Kantonsebene. Die liberalen Parteien von Basel-Stadt, Genf und Waadt blieben auf kantonaler Ebene vorerst bestehen. Mitte 2011 folgte dann die Fusion im Kanton Genf, 2012 in der Waadt. Die Liberal-Demokratische Partei Basel-Stadt politisiert bis heute als eigenständige Kantonalpartei unter dem Dach der FDP Schweiz und stellte seit 2015 mit Christoph Eymann wieder einen Nationalrat. Nach seinem Rücktritt wird die Partei seit November 2021 durch Patricia von Falkenstein im Nationalrat vertreten.

## Präsidenten der LPS
- 1946–1950 Raymond Deonna, Nationalrat, Genf
- 1951–1955 René Helg, Regierungsrat, Genf
- 1956–1960 Jacques Chamorel, Nationalrat, Waadt
- 1972–1976 Louis Guisan, Ständerat, Waadt
- 1976–1981 Blaise Clerc, Ständerat, Neuenburg
- 1981–1985 Lukas Burckhardt, Regierungsrat, Basel-Stadt
- 1985–1989 Gilbert Coutau, Ständerat, Genf
- 1989–1993 Claude Bonnard, Nationalrat, Waadt
- 1993–1997 François Jeanneret, Nationalrat, Neuenburg
- 1997–2002 Jacques-Simon Eggly, Nationalrat, Genf
- 2002–2008 Claude Ruey, Nationalrat, Waadt
- 2008–2009 Pierre Weiss, Grossrat, Genf